# Olli Grau
Olli Grau (* 31. Juli 1974 in Speyer) ist ein deutscher Kanute. Er wurde als Kayak-Freestyler und Extrem-Wildwasserpaddler bekannt. Grau gehörte zu den Pionieren des damals noch als Kanu-Rodeo bezeichneten Playboatings in Europa. Grau wurde 1995 Weltmeister und zudem dreimal Deutscher Meister und Eurocup-Sieger im Kajak-Freestyle. Später wurde er Teamkapitän der deutschen Freestyle-Nationalmannschaft.
Grau leitete die erste erfolgreiche nichtamerikanische Abfahrt des Stikine River in British Columbia, Kanada.
Er lebt in Nußdorf am Inn und gibt spezielle Kanu-Kurse für Fortgeschrittene. Nach seiner Wettkampfkarriere wurde er auch als Buchautor bekannt und verfasste die Titel „Richtig Rodeofahren“, und „Besser Wildwasserfahren“, die als Standardwerke in diesen Bereichen gelten. Neben seinen sonstigen Tätigkeiten testet Grau auch Kanus. So war er unter anderem früh an der Entwicklung der ersten Boote der Firma Spade Kayaks beteiligt.

## Werke
- mit Jens Klatt: Besser Wildwasserfahren : die neue Schule des modernen Wildwassersports La-Ola-Verlag 2004, ISBN 978-3-9809315-0-2.
- mit Manuel Arnu: Richtig Rodeofahren : korrekt moven mit Olli Grau La-Ola-Verlag, 1999.